# Candidatura Aragonesa de Unidad Democrática
La Candidatura Aragonesa de Unidad Democrática -CAUD- fue una coalición de diversos partidos políticos de izquierdas en Aragón (España), que presentaron conjuntamente una candidatura a las elecciones generales al Senado en 1977 en la circunscripción electoral de la provincia de Zaragoza. Los partidos que formaron la coalición fueron el Partido Socialista Obrero Español (PSOE), el Partido Socialista de Aragón (PSA), el Partido Comunista de España (PCE), el Partido Socialista Popular (PSP) y la Federación de la Democracia Cristiana (FDC). También le dieron su apoyo los todavía no legalizados Partido del Trabajo de España (PTE), Movimiento Comunista de Aragón (MCA), Organización Revolucionaria de Trabajadores (ORT) y Partido Carlista de Aragón. Recibió el apoyo de la mayoría de sindicatos.

## Programa electoral
Su programa electoral se resumía en exigir de la necesidad de otorgar al pueblo español de una Constitución democrática (en aquellas fechas aún no se había elaborado el anteproyecto de la Constitución española de 1978), dotar a las regiones de autonomía, y la defensa de los derechos humanos, en representación de la clase trabajadora de Aragón.

## Resultados electorales
Los tres candidatos resultaron elegidos como senadores por la provincia de Zaragoza, copando los tres primeros escaños de los cuatro asignados a dicha provincia. Los resultados fueron:
| Candidato de la CAUD             | Votos   | Elegido | Posición  |
| -------------------------------- | ------- | ------- | --------- |
| Ramón Sainz de Varanda y Jiménez | 184.157 | SI      | 01º de 20 |
| Lorenzo Martín-Retortillo Baquer | 180.811 | SI      | 02º de 20 |
| Mateo-Antonio García Mateos      | 173.570 | SI      | 03º de 20 |

El cuarto senador por la provincia de Zaragoza lo obtuvo la Candidatura Aragonesa Independiente de Centro. Posteriormente se adscribieron a distintos grupos en el Senado. Como militante del PSOE, Sainz de Varanda se integró en el Grupo Socialista, mientras que los independientes Martín-Retortillo y García Mateos lo hicieron en el Grupo de Progresistas y Socialistas Independientes.